# Wildwood (Florida)
Wildwood is een plaats (city) in de Amerikaanse staat Florida, en valt bestuurlijk gezien onder Sumter County.

## Demografie
Bij de volkstelling in 2000 werd het aantal inwoners vastgesteld op 3924.
In 2006 is het aantal inwoners door het United States Census Bureau geschat op 3287, een daling van 637 (-16,2%).

## Geografie
Volgens het United States Census Bureau beslaat de plaats een oppervlakte van
13,4 km², geheel bestaande uit land. Wildwood ligt op ongeveer 18 m boven zeeniveau.

## Plaatsen in de nabije omgeving
De onderstaande figuur toont nabijgelegen plaatsen in een straal van 16 km rond Wildwood.